# Litargus lewisi
Litargus lewisi es una especie de coleóptero de la familia Mycetophagidae.

## Distribución geográfica
Habita en Japón.